# Richard Erdman
Richard Erdman, född 1 juni 1925 i Enid, Oklahoma, död 16 mars 2019 i Los Angeles, Kalifornien, var en amerikansk skådespelare. Erdman började arbeta som skådespelare under 1940-talet och kallade sig då Dick Erdman. Han arbetade som birollsskådespelare i Hollywood under 1940-talet och 1950-talet. Mot slutet av karriären medverkade Erdman i flera TV-produktioner och serier, bland annat komediserien Community där han gjorde en återkommande roll som Leonard. Han var aktiv fram till 2017.

## Filmografi, urval
- 1944 – Janie - alla tiders flicka
- 1945 – På farliga vägar
- 1946 – Brottsling gör revolt
- 1947 – Vild skörd
- 1948 – En dag av vårt liv
- 1951 – Hämnaren slår till
- 1951 – Flottans Johnny
- 1952 – Hela världen är förälskad
- 1953 – Blå gardenia
- 1953 – Fångläger nr 17
- 1956 – Uppdrag i London
- 1970 – Tora! Tora! Tora!
- 1984 – Trancers